# Rödblå lori
Rödblå lori (Trichoglossus histrio) är en starkt utrotningshotad papegojfågel som förekommer i sydligaste Filippinerna samt på några öar i angränsande Indonesien.

## Utseende och läten
Rödblå lori är en 31 cm lång, trädlevande papegoja med spektakulär fjäderdräkt. Den är övervägande röd med orangefärgad näbb, med lilablått på hjässan, i ett streck från ögat till manteln, på bröstet och på ryggen. Den är vidare svart på skapularer, "lår" och vingpennor. Stjärten är rödlila. Lätet beskrivs som korta och hårda, tjattrande skrin.

## Utbredning och systematik
Rödblå lori delas in i tre underarter med följande utbredning:
- Trichoglossus histrio challengeri – förekom tidigare på Miangas Island (norra Talaudöarna, utanför sydöstra Mindanao); troligen utdöd
- Trichoglossus histrio talautensis – förekommer i Talaudöarna (Karakelong, Salibabu och Kabaruan)
- Trichoglossus histrio histrio – förekommer på Sangihe, Siau och Ruangöarna (norr om Sulawesi)

IOC inkluderar underarten talautensis i challengeri. Det är oklart om arten någonsin förekommit på Miangas.

### Släktestillhörighet
Rödblå lori med släktingar placeras traditionellt i släktet Eos. Genetiska studier visar dock att de är relativt närbesläktade med arterna i Trichoglossus och inkluderas därför däri.

## Status
IUCN kategoriserar arten som starkt hotad.

## Bilder

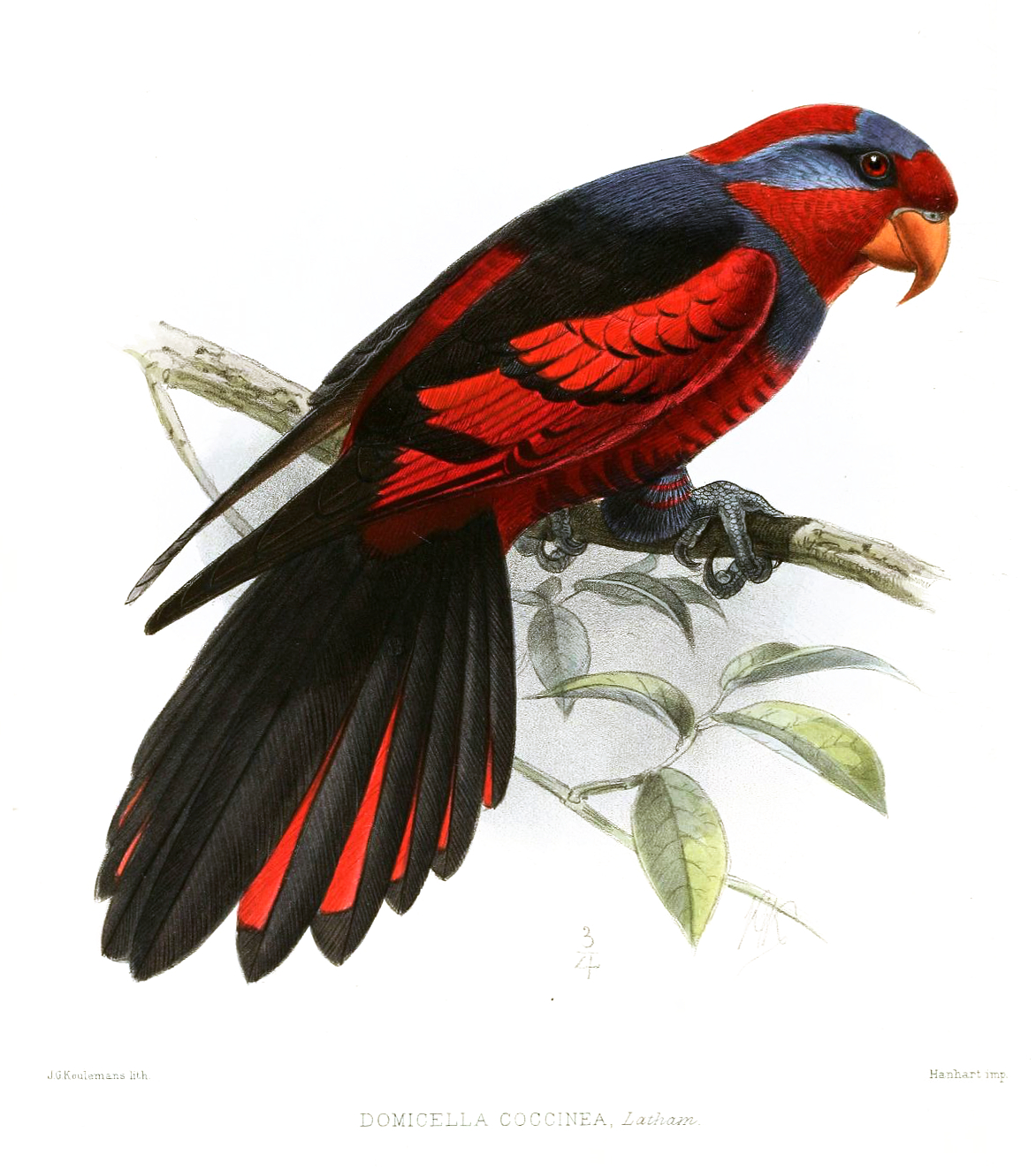
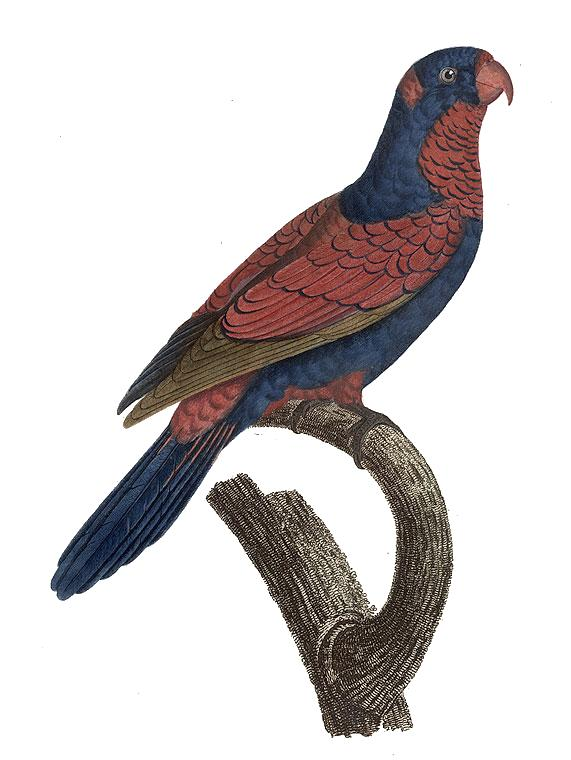
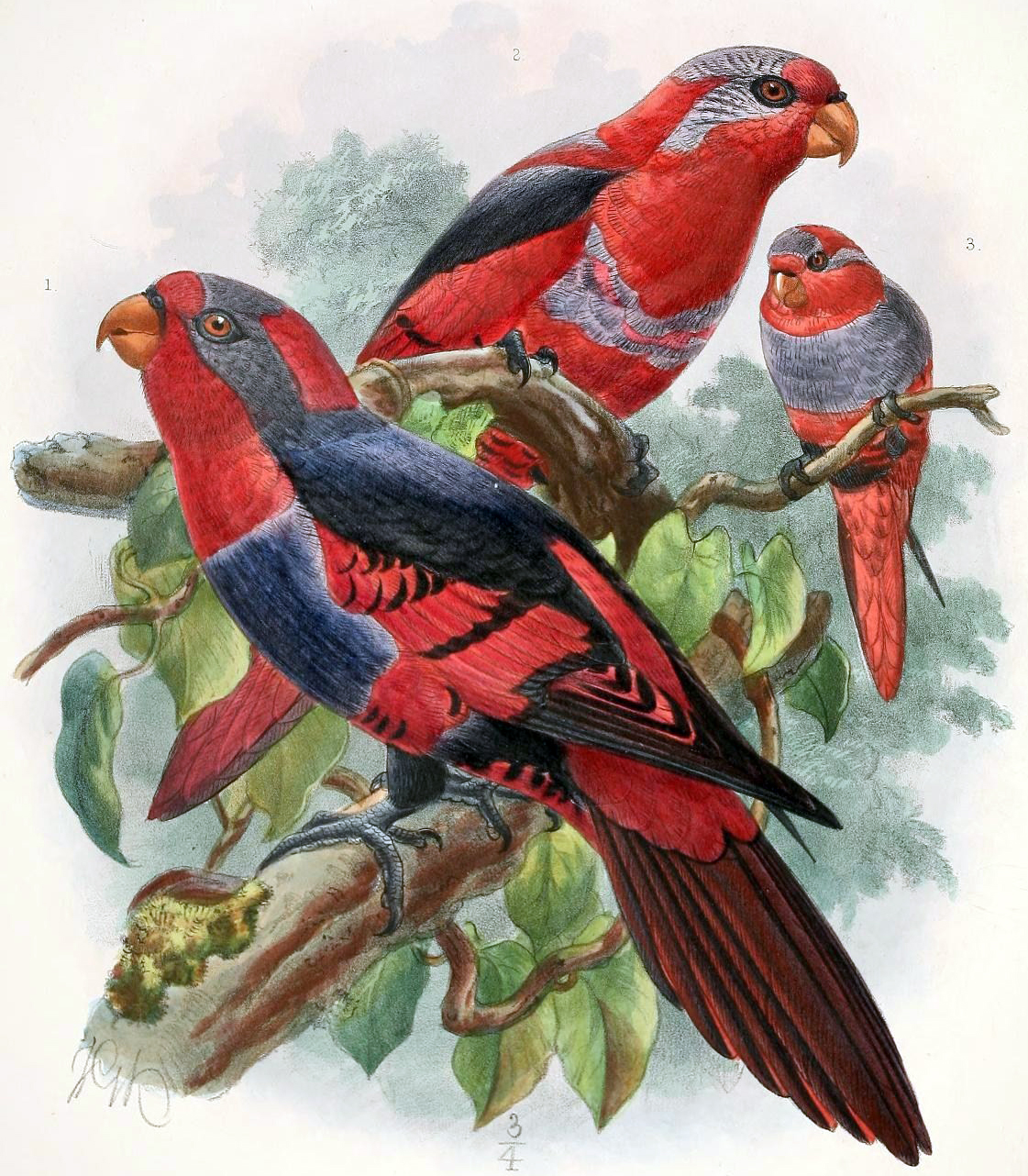
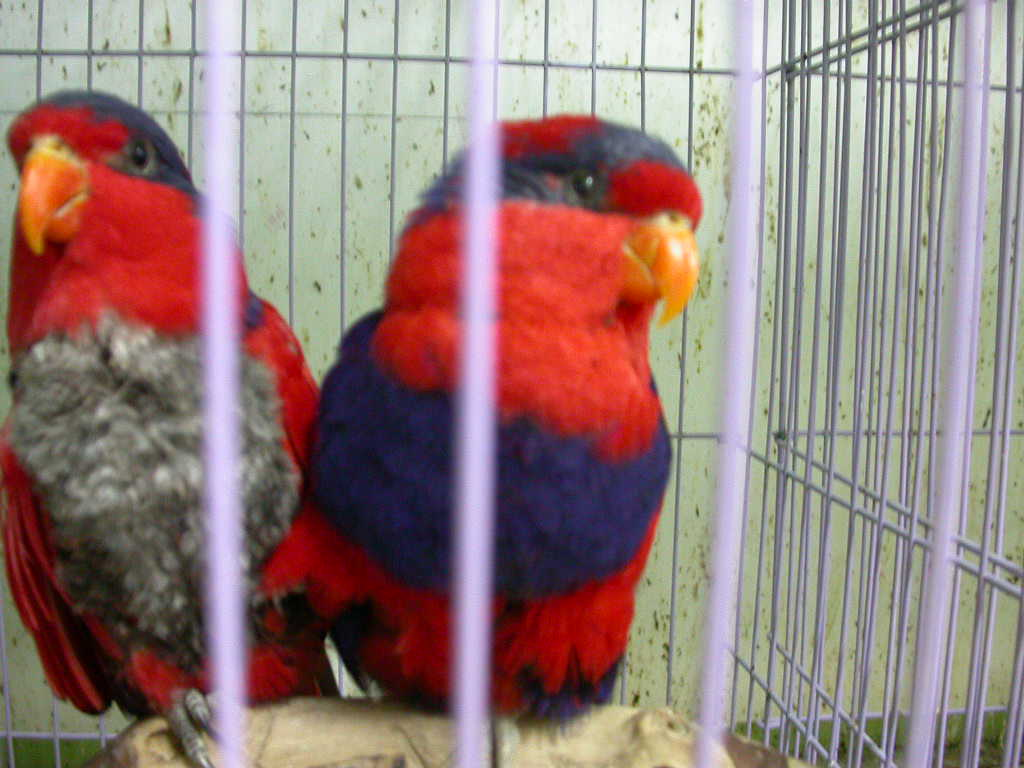
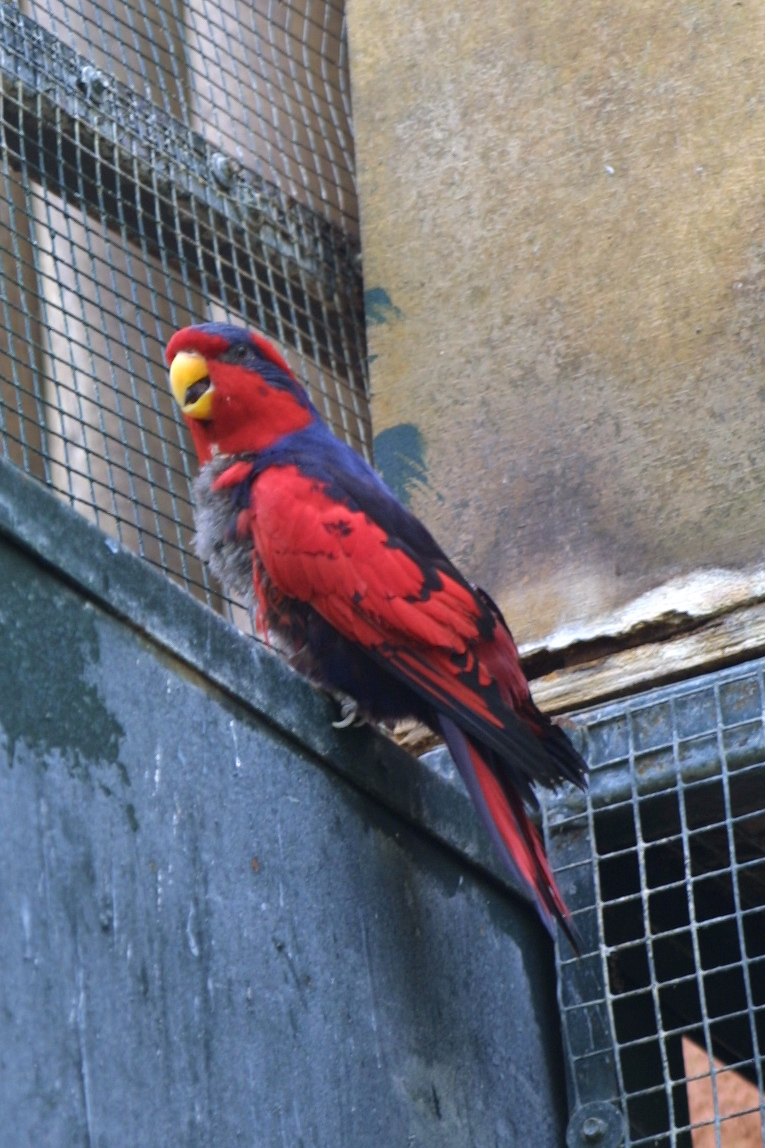